# ときめきメモリアル・アダルトアニメ映画化事件
ときめきメモリアル・アダルトアニメ映画化事件（ときめきメモリアル・アダルトアニメえいがかじけん）とは、ゲームソフト『ときめきメモリアル』のヒロインを用いたアダルトアニメが制作され、製作者に対し『ときめきメモリアル』発売元のコナミ（後のコナミグループ）が販売差し止め、慰謝料支払などを求めた事件である。『ときめきメモリアル』（アダルトアニメ）事件、ときめきメモリアル・アダルト事件、どぎまぎイマジネーション事件とも呼ばれる。なお、単に「ときめきメモリアル事件」と言った場合は、本件ではなく「ときめきメモリアルメモリーカード事件」を指す。
同人による二次創作が盛んになり、制作物が広範に流通するようになった結果として発生した法的紛争の一つとして知られる。

## 経緯
『ときめきメモリアル』（以下本件ゲームソフト）は、コナミが1994年にPCエンジン向けに発売（裁判では1995年発売のPlayStation版を保護の対象としている）した、プレイヤーが3年間の高校生活を送る男子生徒を操作し、卒業式の当日に意中の女生徒から伝説の樹の下で愛の告白を受けることを目指す内容の恋愛シミュレーションゲームである。
被告「シェーン」は、赤紙堂に委託して、一見して本件ゲームソフトのメインヒロイン藤崎詩織とわかるキャラクターが性行為を行う、10分ほどのアダルトアニメーション『どぎまぎイマジネーション』（以下本件ビデオ）を制作し、1997年1月頃よりメッセサンオーで一般に向けて販売した。本件ビデオの物語は本件ゲームソフトの最終場面の続きとして描かれており、藤崎が男子生徒に愛の告白を行った後、伝説の樹の下で性行為を繰り返すという内容となっていた。本件ビデオは、販売開始から1年以上そのまま売られ続けたが、1998年5月22日発売の写真週刊誌『フライデー』で「仰天!『ときめきメモリアル藤崎詩織』本番ビデオ騒動」として取り上げられ、藤崎のイメージを傷つけられることを嫌うファンからの苦情や要請がコナミに多数寄せられる事態となった。
コナミとしても、バーチャルアイドルとして売り出していた藤崎の清純なイメージを重要視しており、1998年7月10日に「みだらな内容でイメージを台無しにする内容には、断固とした措置をとる」として、販売差し止めと慰謝料支払いなどを求め東京地方裁判所に提訴した。
なお、コナミが『ときめきメモリアル』の二次創作作品への対応を行ったのは本件が初めてではなく、これ以前にも、1996年に二次創作同人誌を再録したアンソロジーコミック『美少女同人BOOKS2 ときめきALBUM』の出版差し止めを求めて三和出版を提訴し、仮処分の判断が下されている。

## 争点
裁判では、原告の著作権（著作財産権）及び著作者人格権を侵害しているかと、損害額の算定が争点となった。
原告側は本件ビデオが藤崎の図柄を無断で用いたものであるとして、著作権の中で複製権と翻案権を、性行為の場面の描写により清純なイメージを損なう改変が行われたとして著作者人格権の中で同一性保持権を侵害していると主張した。対し、被告側は以下の主張を行った。
- 本件藤崎の図柄は、ありふれたもので創作性はない。また、抽象的なキャラクターについては、具体的な図柄を離れて別個の創作性を有する外部的表現形式とならないので、著作権の保護の対象とならない。複製権の侵害はない。
- 次に、同一性保持権侵害の有無は、本件ゲームソフトと本件ビデオにおける具体的な図柄を対比することにより決せられるべきであり、イメージを損なったか否かにより決すべきではない。
- 仮に、イメージを損なったか否かが判断要素になるとしても、本件藤崎の図柄における藤崎詩織のイメージは、優等生的ではあるが、清純さはないし、本件ゲームソフトにおいても恋愛がテーマとされている関係上、性的関係についての連想をさせるから、清純なイメージはない。

損害額は、著作権侵害による財産的損害として本件ビデオの制作販売による利益84万円（販売数は900本と推定）と、著作者人格権の侵害による損害として1000万円を要求した。

## 判決
1999年8月30日、東京地方裁判所は原告の訴えを認め、被告側に販売差し止めと在庫及びマスターテープの廃棄、および227万5千円の支払いを命じた。ただし、原告が求めていた謝罪広告の請求については必要なしとして認められなかった。
判決では、藤崎の図柄を著作物と認めた上で、本件ビデオに登場するキャラクターの図柄を対比し、藤崎の図柄と実質的に同一のものあると判断、藤崎の図柄を複製ないし翻案したものであるとして著作権の侵害を認定した。加えて、本件ビデオのパッケージでは、藤崎のキャラクター名こそ出していないが、女子高校生の容貌やデザインのゲームのパッケージとの類似、ゲームとの関連を連想させる説明から、購入者が女子高校生を藤崎であると認識するものと判断された。ゲームには藤崎が性行為を行うような描写は存在せず、被告は本件ビデオで清純な女子高校生と性格づけられている藤崎を性行為を行う姿へ改変し、原告の著作者人格権の中の同一性保持権を侵害しているとした。
損害賠償額227万5千円の内訳は、著作権侵害が本件ビデオの販売総額70万円（卸価格1400円×500本）から制作費用を控除した27万5千円、信用毀損などを総合考慮し著作者人格権の侵害による無形損害に対する賠償が200万円となっている。本件では、著作者人格権の内の同一性保持権の侵害に対し、「藤崎詩織の優等生的で、清純な、さわやかな印象を与える性格付けが、本件ゲームソフト及び関連商品の売り上げ及び人気の向上に大きく寄与していると解するのが相当」とした上で、露骨な性描写を内容とするアニメーションへの改変を「藤崎詩織の性格付けに対する創作意図ないし目的を著しくゆがめる、極めて悪質な行為」だとし、被告の行為の悪質さの程度に鑑み、これ以前の著作者人格権侵害の例に比較してかなりの高額の賠償が認められることとなった。
なお、本件で被告側は、同人文化の一環としての創作活動であり、著作権法違反は成立しないとの主張も行ったが、採用の限りではないとして退けられた。これは、コミックマーケットなどの場において本件のような無許諾の二次創作作品の頒布が行われている状況であっても、裁判所の判断においては「特別な扱いはなされない」ことを示している。